# Морська біологічна програма ВМС США
Морська біологічна програма ВМС США також Програма ВМС США з використання морських ссавців (англ. U.S. Navy Marine Mammal Program, NMMP) — програма військово-морських сил США, започаткована у 1962 році для підготовки і застосування підводних біотехнічних систем типу «тварина — технічний засіб», здатних ефективно здійснювати пошук, позначення, забезпечувати підйом підводних об'єктів, збір екологічних і гідрологічних даних за допомогою встановлених на них приладів, надавати допомогу водолазам при проведенні різноманітних підводних робіт, протидіяти атакам підводних диверсантів з метою захисту кораблів у бухтах і на рейдах. Як біологічна складова системи використовуються морські ссавці, переважно дельфіни-афаліни і морські леви.

## Історична довідка
В 1950-х роках в США під керівництвом нейрофізіолога Джона Каннінгема Ліллі було поведене дослідження з метою вивчення можливості використання в інтересах ВМС США дельфінів і окремих видів китів. В 1958 році вчені доказали, що китоподібні можуть бути корисні при пошуці боєголовок ракет, супутників та інших затонулих предметів; їх можна натренувати на пошук мін, торпед, субмарин тощо; а також навчити веденню розвідки та несенню протидиверсійної патрульної служби при кораблях і підводних човнах та ін.
У 1960 році у Лос-Анджелеського дельфінарію ВМС США був придбаний перший білобокий дельфін, який надійшов в розпорядження Тихоокеанського науково-дослідного центру ВМС в Сан-Дієго. А у 1962 році з метою вивчення виняткових здібностей морських ссавців була розпочата спеціальна програма, яка отримала назву «Морська біологічна програма ВМС». Дослідною базою стала військово-морська біологічна станція в бухті Мугу (військово-морська база Пойнт-Мугу, Каліфорнія). У липні 1962-го туди доставили перших трьох дельфінів. Незабаром були відкрита філія лабораторії на Гаваях — в Канеохе-Бей (острів Оаху). Науково-дослідні роботи проводились за пошуково-рятувальним, протимінним, диверсійним і протидиверсійним напрямками. Відповідальність за проведення робіт була покладена на відділ вивчення морської фауни Тихоокеанського центру.
У 1965 році в ході експерименту SEALAB-2, що проводився ВМС США, з навченим дельфіном відпрацьовувалися елементи спасіння аквалангіста, допомоги роботі водолазів під водою. У 1967 році лабораторія в Пойнт-Мугу була перенесена до Тихоокеанського центру космічних і бойових військово-морських систем в Пойнт-Лома, Сан-Дієго. А 1993 року закрита лабораторія на Гаваях.
У ВМС США з дельфінів і морських левів сформовано п'ять команд. Одна з них спеціалізується на пошуку потерпілих біду на морі, три — на пошуку морських мін, ще одна — на пошуку інших затонулих предметів. Бойових дельфінів використовували ВМС США під час війни в Перській затоці і війни в Іраку для пошуку морських мін. Всього в операціях було залучено близько 75 дельфінів. Під час війни в Іраку тільки в акваторії порту Умм-Каср дельфіни знешкодили понад 100 мін.
Представники ВМС США заперечують, що коли-небудь навчали своїх морських ссавців заподіювати шкоду людям, а також доставляти зброю для знищення ворожих кораблів, однак деякі джерела стверджують, що бойові дельфіни в для боротьби з підводними диверсантами використовувалися. Зокрема, під час війни у В'єтнамі. Тоді в ході надсекретної операції «Шорт Тайм» (1971–1972) протидиверсійних оборону військово-морської бази Камрань у В'єтнамі протягом 15 місяців здійснювала група з шести бойових дельфінів. Стверджується що, бойові дельфіни знищили при обороні ВМБ Камрань не менше 50 підводних розвідників і диверсантів противника.

## Тварини
Представники ВМС США повідомляють про наступні види тварин, які застосовувалися або досліджувалися в програмі в різний час:
| Китоподібні: - Білуха - Афаліна - Білобочка - Морська свиня Далла - Псевдокосатка - Косатка - Тихоокеанський дельфін - Гринда - Дельфін Різо - Стено | Ластоногі: - Каліфорнійський морський лев - Тюлень звичайний - Морський слон - Морський котик - Тев'як - Сивуч | Інші: - Птахи - Акули |

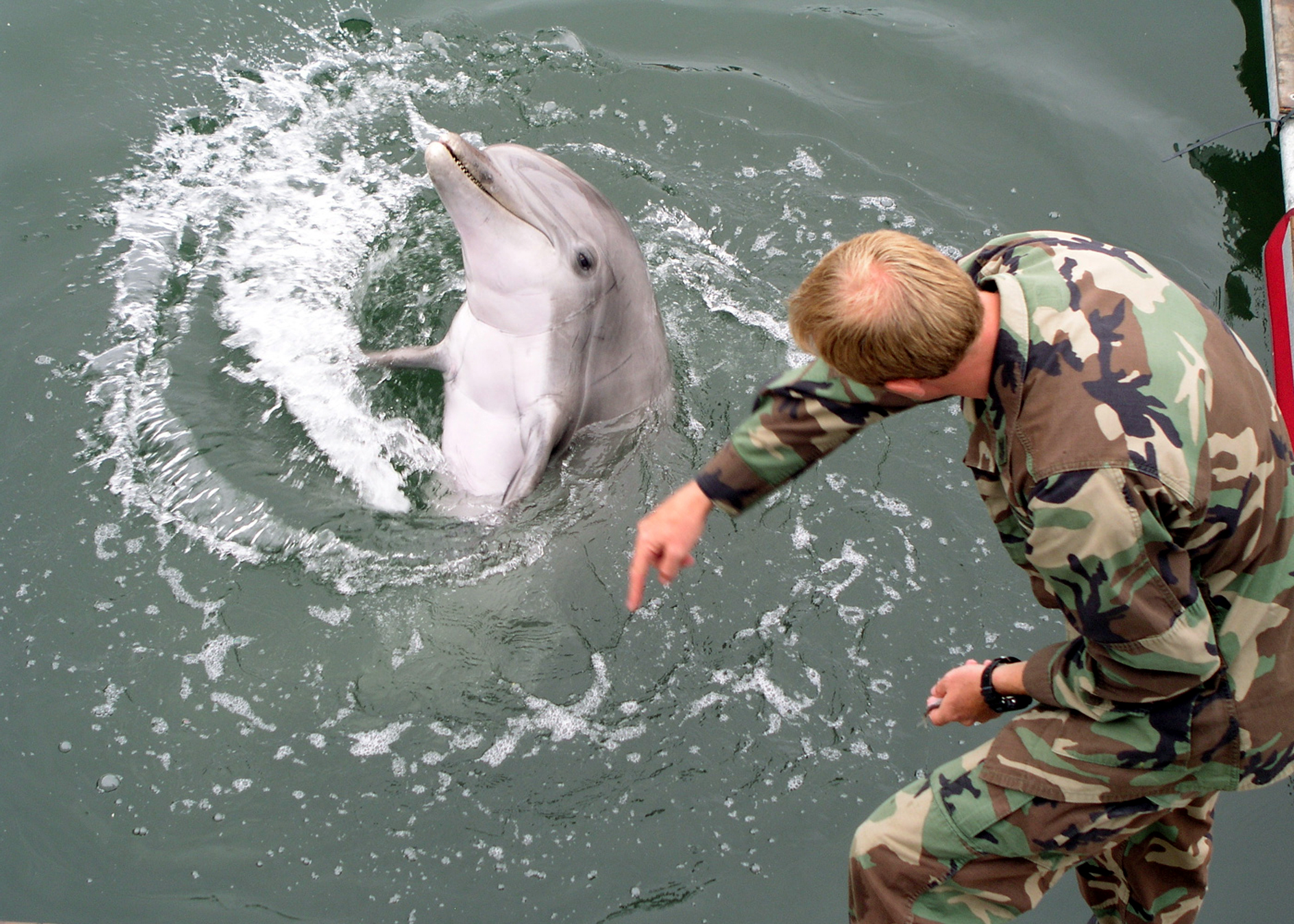
Бойовий дельфін-афаліна

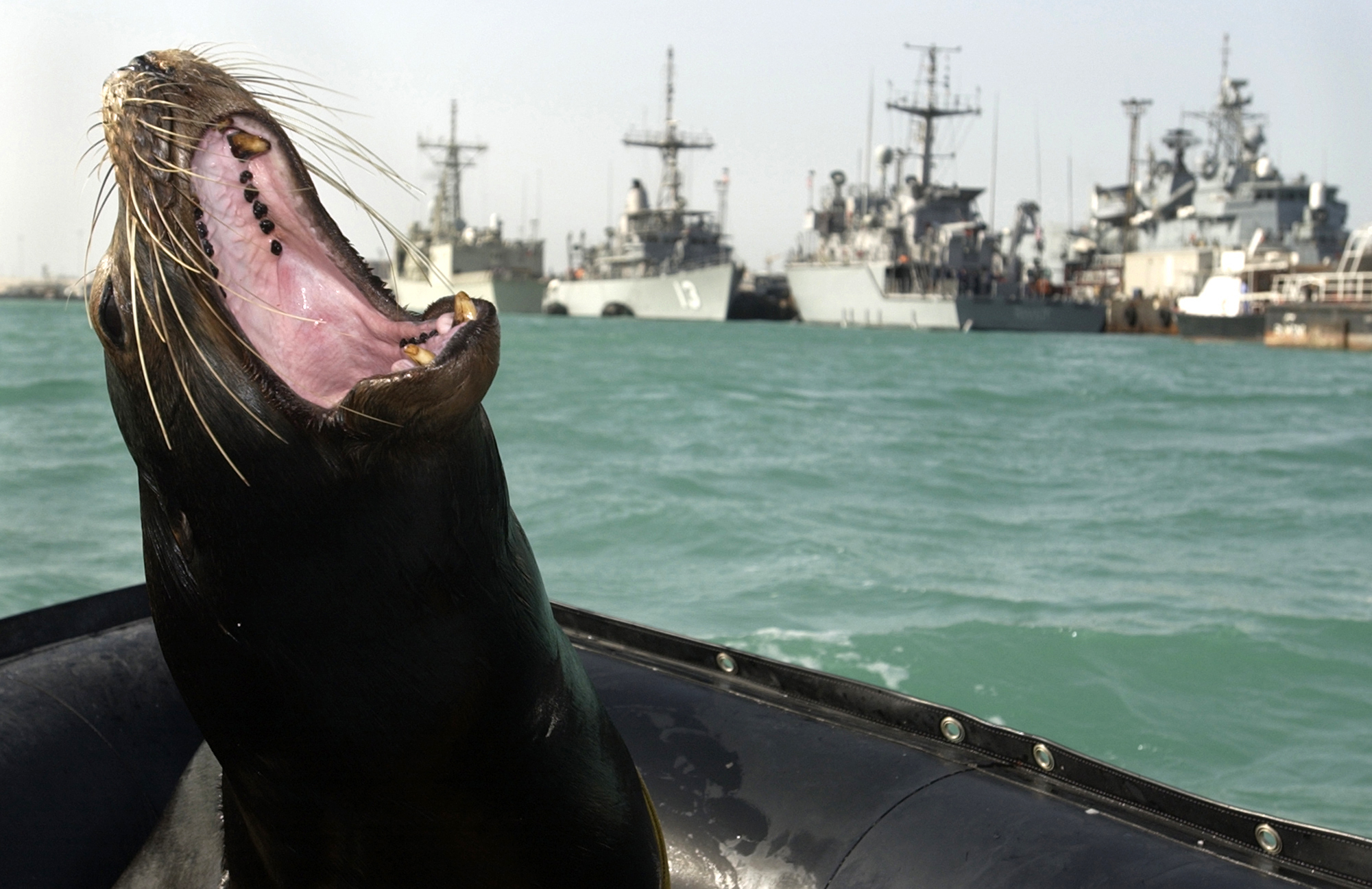
Військовий морський лев

Афаліни і каліфорнійські морські леви є основними тваринами, що використовуються, і утримуються на базі в Сан-Дієго. Дельфіни мають потужні біологічні сонари неперевершені для виявлення об'єктів у товщі води і на морському дні. Морські леви, в свою чергу, мають дуже чутливий підводний спрямований слух та зір у виняткових умовах низької освітленості. Обидва ці види добре навчаються і здатні до тривалих глибоких занурень. Станом на кінець 1990-х у програмі брали участь близько 140 морських ссавців.

## Бойове застосування
За офіційною інформацією у складі Військово-морських сил США існують п'ять підрозділів морських ссавців, що нараховують не менше 75 підготовлених дельфінів і 25 морських левів:
1. Підрозділ Mk.4 Mod.0 для пошуку і знищення морських якірних мін. Даний підрозділ входить до складу сил негайного реагування і постійно перебуває в готовності до використання, маючи у своєму складі тільки повністю підготовлених дельфінів.
2. Підрозділ Mk.5 Mod.1 (SLSWIDS, Sea Lion Shallow Water Intruder Detection System) — система виявлення підводних диверсантів в мілководних районах з використанням морських левів. Підрозділ сформовано в 1976 році. Складається з двох команд по чотири морських лева в кожній. Крім основних задач морські леви тренуються на пошук та знешкодження вибухонебезпечних об'єктів.
3. Підрозділ Mk.6 Mod.1 (ASDS, Anti-Swimmer Dolphin System) — система виявлення бойових плавців з використанням дельфінів. Призначена переважно для протипідводно-диверсійного забезпечення (ППДЗ) акваторій пунктів базування сил флоту і окремих особливо важливих об'єктів. У складі підрозділу шість дельфінів.
4. Підрозділ Mk.7 Mod.1 (DSWMCDS, Deep/Shallow Water Mine Countermeasures Dolphin System) — протимінна система з використанням дельфінів для глибоководних і мілководних районів. Призначений для пошуку і знищення морських донних мін та інших вибухонебезпечних об'єктів. У складі підрозділу вісім дельфінів.
5. Підрозділ Mk.8 (MCDS Mine Countermeasures Dolphin System) — протимінна система з використанням дельфінів. Призначений для пошуку і знищення морських мін та інших вибухонебезпечних об'єктів. У складі підрозділу кілька дельфінів.

На початку листопада 2012 року голова відділу протимінної війни управління інтеграції можливостей і ресурсів штабу ВМС США кептен Френк Лінкус повідомив, що починаючи з 2017 року спеціально треновані на пошук морських мін дельфіни і морські леви поступляться місцем автономним підводним апаратам-роботам. «В даний час ми знаходимося в процесі реорганізації та в цілому плануємо в 2017 фінансовому році приступити до поступового завершення програми. Морська біологічна система має фантастичні можливості, але роботизовані системи вже здатні вирішувати аналогічні завдання швидше і дешевше».

### Основні варіанти використання морських ссавців в інтересах ВМС
- Протимінні дії

До участі в протимінних діях можуть залучатися дельфіни зі складу трьох підрозділів — Mk.4, Mk.7 і Mk.8, не виключається можливість залучення до цих дій і морських левів із складу підрозділу Mk.5, однак через відсутність у них апарату біоехолокації ефективність їх дій істотно залежить від прозорості води в районі.
Для проведення протимінних дій дельфіни з корабля-носія доставляються в район пошуку всередині спеціальних надувних кошиків з водою (так званих «мокрих ліжок»), буксируються за швидкохідним катером, або на дні самого катера. Разом з дельфіном в район доставляється надувний човен інструктора, оснащений GPS-приймачем космічної навігаційної системи GPS NAVSTAR, засобами радіозв'язку і портативним автоматизованим робочим місцем оператора БТС, розробленим на базі переносного персонального комп'ютера. З прибуттям в район пошуку катер залишається дрейфувати на безпечній відстані, дельфіни випускаються у вільне плавання, а дресирувальник, залишаючись у човні, організовує пошукові дії, керуючи дельфінами за допомогою жестів. Після обстеження заданого району дельфін повідомляє про наявність або відсутність міноподобних об'єктів за допомогою удару по веслу шлюпки з відповідного борту. Для класифікації виявлених об'єктів і контролю дресирувальником за діями тварин до грудного плавника дельфіна може кріпитися малогабаритна відеокамера. Залежно від поставленого завдання (чи проводиться виявлення і знищення мін або тільки їх виявлення з позначенням місця) дії дельфінів відрізняються незначно.
У першому випадку для знищення мін застосовується підривний заряд Mk.98, який складається з механічного захвату натискної дії, з'єднаного тросом з поплавковим механізмом. Поплавковий механізм складається з якірного відсіку, що має негативну плавучість, з розміщеним зарядом високоенергетичного вибухівки і блоком електронної апаратури виконавчих пристроїв, що включають дистанційний детонатор і пристрій уповільнення. За допомогою чеки зі спеціальної контрольної пластиною, виступаючою з корпусу, якірний відсік механічно з'єднаний з плавучим відсіком-буем, що додає всій конструкції загальну позитивну плавучість.
Після повідомлення про виявлення міни дресирувальник включає і опускає заряд Mk.98 за борт. Дельфін, утримуючи механічний захват, буксирує заряд до міни і закріплює його на мінреп якірної міни або укладає заряд на ґрунт на заданій відстані від донної міни, після чого розстиковує збірку, висмикуючи чеку, і, тримаючи контрольну пластину в зубах, повертається до човна. Після цього дресирувальник в човні і дельфін повертаються до катера, де дельфін знову поміщається в садок, в якому буде захищений надувними стінками від гідродинамічного удару у разі детонації міни при підриві заряду Mk.98.
Для позначення місця виявлених міноподобних об'єктів без їх знищення використовується спеціальний маркер, схожий за конструкцією і зовнішнім виглядом з підривним зарядом Mk.98 (для спрощення процесу дресирування дельфіна). Як і в першому випадку координати міни визначаються за даними КНС GPS NAVSTAR після спливання буя. Надалі, виявлені дельфінами міноподобние об'єкти класифікуються і, при необхідності, або витралюються, або знищуються існуючими способами (діями водолазів-підривників, глибинними бомбами, повторним зануренням дельфінів з підривними зарядами тощо).
- Пошук і підйом затонулих зразків озброєння і військової техніки

В основному, до пошуку і підйому затонулих зразків озброєння і військової техніки залучаються морські леви зі складу підрозділу Mk.5. Випробовувані дослідні зразки мінної, торпедної зброї та інші види ОВТ обладнуються акустичними маркерами, а тварини навчені виявляти джерело їх сигналів. На наморднику лева кріпиться механічний захват з буксирним тросом. Тварина закріплює захват на корпусі виявленого об'єкта, потім самостійно звільняється від намордника і спливає на поверхню. Після цього спеціальне судно за допомогою буксирувального тросу здійснює підйом об'єкта.
- Проведення підводних робіт

При проведенні підводних робіт (рятувальних операцій) на глибинах понад 50-100 метрів виникає значна кількість проблем, важко розв'язуваних з використанням традиційних засобів. Навіть проста доставка інструменту, необхідного для робіт зануреному водолазу — складна організаційно-технічна задача. Дельфіну ж або тюленеві не складає особливих труднощів швидко знайти під водою місце робіт, буксуючи при цьому навіть досить великий об'єкт. Тому морських тварин тренують доставляти на великі глибини інструменти та матеріали і піднімати різні вантажі на поверхню.
- Боротьба з бойовими плавцями і підводними диверсантами

З виявленням противника в акваторії, що патрулюється, тварини подають особливий сигнал своєму дресирувальнику. Той приймає рішення і подає зоровий або звуковий сигнал-команду на знищення або захоплення порушника. Дельфіни навчені швидко підпливати до диверсантові зі спини і атакувати плавця, б'ючи його спеціальним уражаючим пристроєм, закріпленим за допомогою намордника. Як такий пристрій можуть використовуватися ніж або багнет, стріляючий пристрій під пістолетний патрон великого калібру, спеціальна голка, сполучена через спускорегулірующее пристрій натискного дії з ампулою, наповненою отрутою, снодійним або з балончиком, наповненим двоокисом вуглецю.
Морські леви навчені зривати з плавця ласти, маску, виривати загубник з рота, перекушувати дихальну трубку, після чого диверсант змушений спливти, а сивуч здійснює його конвоювання до берега. Крім того, морські леви також здатні нести в зубах спеціальні пастки, що являють собою захвати або еластичні манжети на довгих тросах. При виявленні плавця дресирований звір може накинути пастку йому на ноги, що дозволить витягти диверсанта з води і затримати його.
- Проведення спеціальних операцій

Бойові тварини можуть супроводжувати військовослужбовців підрозділів спеціального призначення або діяти самостійно. Можливо десантування їх з невеликої висоти з вертольотів. На ворожій акваторії тварини можуть здійснювати мінування об'єктів або вести розвідку за допомогою спеціальної переносної апаратури: робити відеозапис всього, що знаходиться в зоні прямої видимості по ходу руху вздовж узбережжя противника; реєструвати випромінювання радіоелектронних засобів, радіаційний фон та інші задані параметри. Потім тварини повертаються на свою базу, або передають здобуту інформацію каналами супутникових систем зв'язку.